# Superbąbel Orion–Erydan

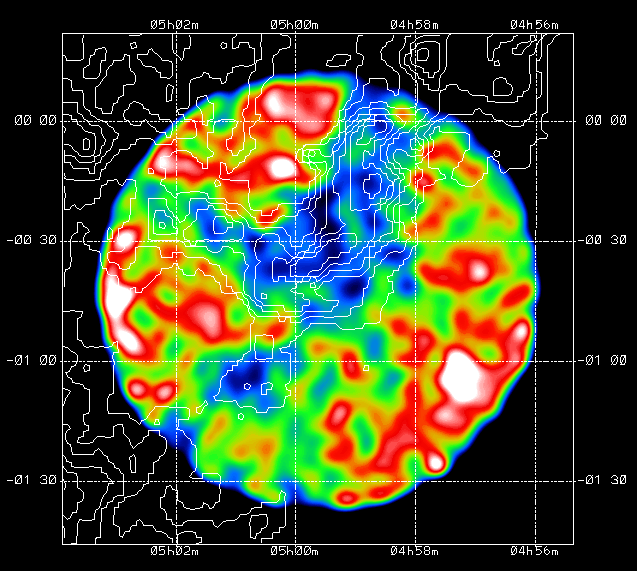
Superbąbel Orion–Eridan w miękkim promieniowaniu rentgenowskim

Superbąbel Orion–Erydan – superbąbel znajdujący się na zachodzie mgławicy Oriona. Obszar został uformowany z zapadającej się pozostałości po wybuchu supernowej, która może być związana z asocjacją Oriona OB1. Bąbel jest rozciągnięty na przestrzeni 1200 lat świetlnych i jest superbąblem najbliższym Bąblowi Lokalnemu (w którym znajduje się Słońce).
Superbąbel Orion–Eridan został odkryty w latach siedemdziesiątych XX wieku przez Carla Heilesa, za pomocą radioobserwacji w paśmie 21 cm.